# Булева функция, сохраняющая константу
Булева функция, сохраняющая 0, — булева функция {\displaystyle E_{2}^{n}\to E_{2}} такая, что {\displaystyle f(0,\ldots ,0)=0}.
Булева функция, сохраняющая 1, — булева функция {\displaystyle E_{2}^{n}\to E_{2}} такая, что {\displaystyle f(1,\ldots ,1)=1}.
Множество булевых функций, сохраняющих 0, образует замкнутый класс, предполный в {\displaystyle P_{2}}. Множество булевых функций, сохраняющих 1, тоже образует замкнутый класс, предполный в {\displaystyle P_{2}}.
Всего существует {\displaystyle 2^{2^{n}-1}} функций от {\displaystyle n} переменных, сохраняющих 0, и столько же функций от {\displaystyle n} переменных, сохраняющих 1. Примеры функций, сохраняющих 0: {\displaystyle 0,x,\land ,\lor ,\oplus ,\not \leftarrow ,\not \rightarrow ,h_{2}} (функция голосования). Примеры функций, сохраняющих 1: {\displaystyle 1,x,\land ,\lor ,\leftrightarrow ,\rightarrow ,\leftarrow ,h_{2}} (функция голосования). Двойственная функции к функции, сохраняющей 0, сохраняет 1. Двойственная функции к функции, сохраняющей 1, сохраняет 0. Если функция сохраняющая константу самодвойственна, то она сохраняет и другую константу.
Булева функция сохраняет 0 тогда и только тогда, когда она является {\displaystyle \alpha }- или {\displaystyle \gamma }- функцией (то есть отождествление всех переменных функции {\displaystyle f(x,\ldots ,x)=x} или {\displaystyle f(x,\ldots ,x)=0}). Булева функция сохраняет 1 тогда и только тогда, когда она является {\displaystyle \alpha }- или {\displaystyle \beta }- функцией ({\displaystyle f(x,\ldots ,x)=x} или {\displaystyle f(x,\ldots ,x)=1}). В старой литературе именно это определение использовалось как основное.
Булева функция сохраняет {\displaystyle 0} тогда и только тогда, когда её полином Жегалкина не содержит свободного члена. Булева функция сохраняет {\displaystyle 1} тогда и только тогда, когда её кополином Жегалкина не содержит свободного члена (то есть он равен {\displaystyle 1}, что для кополинома одно и то же). Из этого моментально следует, что {\displaystyle \{\land ,\oplus \}} порождает всё {\displaystyle T_{0}}, а {\displaystyle {\lor ,\leftrightarrow }} порождает всё {\displaystyle T_{1}}.

## Класс функций, сохраняющих 0
Множество всех функций, сохраняющих 0, образует замкнутый класс, предполный в {\displaystyle P_{2}}. Таким образом, класс функций, сохраняющих 0, является одним из пяти предполных классов булевой логики. Класс функций, сохраняющих 0, обозначается {\displaystyle T_{0}} или {\displaystyle C_{3}} (обозначение Поста). В {\displaystyle T_{0}} четыре предполных класса: {\displaystyle T_{0}\cap T_{1}} (класс функций, сохраняющих обе константы), {\displaystyle T_{0}\cap M} (класс монотонных функций, сохраняющих 0), {\displaystyle T_{0}\cap L} (класс линейных функций, сохраняющих 0) и {\displaystyle T_{0,2}} (класс функций, удовлетворяющих условию ⟨1²⟩). Любой собственный подкласс {\displaystyle T_{0}} может быть достроен до предполного в {\displaystyle T_{0}}. Как и для всех замкнутых классов в {\displaystyle P_{2}}, для класса функций, сохраняющих 0, верен аналог малой теоремы Поста: система функций, сохраняющих 0, полна в {\displaystyle T_{0}} тогда и только тогда, когда в ней содержится не сохраняющая {\displaystyle 1} функция, не монотонная функция, не линейная функция и не удовлетворяющая условию {\displaystyle \langle 1^{2}\rangle } функция.
Примеры базисов в {\displaystyle T_{0}}: {\displaystyle \{\land ,\oplus \},\{\lor ,\oplus \},\{\lor ,\not \leftarrow \},\{\oplus ,\not \leftarrow \},}{\displaystyle \{x{\overline {y}}\lor y{\overline {z}}\},\{0,x\oplus y\oplus z,h_{2}\}}. Минимальное количество элементов в базисе — {\displaystyle 1}, максимальное — {\displaystyle 3}. В {\displaystyle T_{0}} есть шефферовы функции, например {\displaystyle x{\overline {y}}\lor y{\overline {z}}}.
{\displaystyle T_{0}} содержит в себе счётное число замкнутых подклассов. Монотонная функция сохраняет 0 тогда и только тогда, когда она тождественно не равна единице. Линейная функция сохраняет 0 тогда и только тогда, когда её свободный член в полиноме Жегалкина равен {\displaystyle 0} (или число не равных тождественно {\displaystyle 1} членов в кополиноме нечётно). Самодвойственная функция сохраняет {\displaystyle 0} тогда и только тогда, когда она сохраняет {\displaystyle 1}. Самодвойственная функция сохраняет {\displaystyle 0} (а значит и {\displaystyle 1}) тогда и только тогда, когда её {\displaystyle x_{i}}-компонента сохраняет {\displaystyle 1} (переменную {\displaystyle x_{i}} можно выбрать произвольно). Самодвойственная функция сохраняет {\displaystyle 0} (а значит и {\displaystyle 1}) тогда и только тогда, когда её {\displaystyle {\overline {x_{i}}}}-компонента сохраняет {\displaystyle 0} (переменную {\displaystyle x_{i}} можно выбрать произвольно).

## Класс функций, сохраняющих 1
Множество всех функций, сохраняющих 1, образует замкнутый класс, предполный в {\displaystyle P_{2}}. Таким образом, класс функций, сохраняющих 1, является одним из пяти предполных классов булевой логики. Класс функций, сохраняющих 1, обозначается {\displaystyle T_{1}} или {\displaystyle C_{2}} (обозначение Поста). В {\displaystyle T_{1}} четыре предполных класса: {\displaystyle T_{0}\cap T_{1}} (класс функций, сохраняющих обе константы), {\displaystyle T_{1}\cap M} (класс монотонных функций, сохраняющих 1), {\displaystyle T_{1}\cap L} (класс линейных функций, сохраняющих 1) и {\displaystyle T_{1,2}} (класс функций, удовлетворяющий условию {\displaystyle \langle 0^{2}\rangle }). Любой собственный подклассa {\displaystyle T_{1}} может быть достроен до предполного в {\displaystyle T_{1}}. Как и для всех замкнутых классов в {\displaystyle P_{2}}, для класса функций, сохраняющих 1, верен аналог малой теоремы Поста: система функций, сохраняющих 1, полна в {\displaystyle T_{1}} тогда и только тогда, когда в ней содержится не сохраняющая {\displaystyle 0} функция, не монотонная функция, не линейная функция и функцию, не удовлетворяющий условию {\displaystyle \langle 0^{2}\rangle }.
Примеры базисов в {\displaystyle T_{1}}: {\displaystyle \{\lor ,\leftrightarrow \},\{\land ,\leftrightarrow \},\{\land ,\rightarrow \},\{\leftrightarrow ,\rightarrow \},\{(x\lor {\overline {y}})(y\lor {\overline {z}})\},\{1,x\leftrightarrow y\leftrightarrow z,m\}}. Минимальное количество элементов в базисе — {\displaystyle 1}, максимальное — {\displaystyle 3}. В {\displaystyle T_{1}} есть шефферовы функции, например {\displaystyle (x\lor {\overline {y}})(y\lor {\overline {z}})}.
{\displaystyle T_{1}} содержит в себе счётное число замкнутых подклассов. Монотонная функция сохраняет 1 тогда и только тогда, когда она тождественно не равна нулю. Линейная функция сохраняет 1 тогда и только тогда, когда её свободный член в кополиноме Жегалкина равен {\displaystyle 1} (или число ненулевых членов в полиноме нечётно). Самодвойственная функция сохраняет {\displaystyle 1} тогда и только тогда, когда она сохраняет {\displaystyle 0}. Самодвойственная функция сохраняет {\displaystyle 1} (а значит и {\displaystyle 0}) тогда и только тогда, когда её {\displaystyle x_{i}}-компонента сохраняет {\displaystyle 1} (переменную {\displaystyle x_{i}} можно выбрать произвольно). Самодвойственная функция сохраняет {\displaystyle 1} (а значит и {\displaystyle 0}) тогда и только тогда, когда её {\displaystyle {\overline {x_{i}}}}-компонента сохраняет {\displaystyle 0} (переменную {\displaystyle x_{i}} можно выбрать произвольно).

## Лемма о функции, не сохраняющей константу
Лемма о функции, не сохраняющей 0. Из функции, не сохраняющей 0, можно получить константу {\displaystyle 1} или отрицание.
Лемма о функции, не сохраняющей 1. Из функции, не сохраняющей 1, можно получить константу {\displaystyle 0} или отрицание.
Оба утверждения являются следствием того факта, что {\displaystyle \alpha }- и {\displaystyle \gamma }-функции сохраняют 0, и {\displaystyle \alpha }- и {\displaystyle \beta }-функции сохраняют 1. Чтобы получить указанные в леммах функции достаточно отождествить переменные у исходной функции.